# Weibern (Oberösterreich)
Weibern ist eine Gemeinde in Oberösterreich im Bezirk Grieskirchen  im Hausruckviertel mit 1692 Einwohnern (Stand 1. Jänner 2024).

## Geografie
Weibern liegt im Alpenvorland in einer Senke zwischen der Böhmischen Masse im Norden und den Kalkalpen im Süden. Als dieses Gebiet im Oligozän und Miozän von einem Meer überflutet war, entstand Schlier. Dieser bildet heute die Hälfte des Untergrundes der Gemeinde. Beim Abschmelzen der Gletscher der Eiszeit lagerten sich ausgedehnte Schotterflächen ab, wie das Dirisamer Steinfeld. Danach hat die Trattnach das Gelände gestaltet. Sie entspringt im Südwesten knapp außerhalb der Gemeindegrenze und durchfließt die Gemeinde nach Nordosten.
Der tiefste Punkt der Gemeinde liegt 410 Meter über dem Meer, bewaldete Hügel an der Gemeindegrenze erreichen 500 Meter. Die Ausdehnung beträgt von Nord nach Süd 5,6 und von West nach Ost 5,7 Kilometer. Dies ergibt eine Fläche von siebzehn Quadratkilometer. Davon werden drei Viertel landwirtschaftlich genutzt, zwölf Prozent sind bewaldet.

### Gemeindegliederung
Das Gemeindegebiet umfasst folgende 22 Ortschaften (in Klammern Einwohnerzahl Stand 1. Jänner 2024):
- Auhäuseln (29)
- Buch (19)
- Dirisam (99)
- Einberg (20)
- Eitzenberg (22)
- Fuchshub (9)
- Grolzham (115)
- Grub (19)
- Gründling (18)
- Hofreith (17)
- Niederndorf (83)
- Ortmanau (29)
- Pesendorf (72)
- Schachenreith (13)
- Schwarzgrub (158)
- Schwarzschachen (24)
- Seewiesen (31)
- Stüblreith (26)
- Trattnach (20)
- Unterlehen (17)
- Untermeggenbach (84)
- Weibern (768)

Die Gemeinde besteht aus den Katastralgemeinden Dirisam, Schwarzgrub und Weibern.
Die Gemeinde liegt im Gerichtsbezirk Grieskirchen.

### Nachbargemeinden
| Rottenbach     | Hofkirchen                                  |             |
| Haag           | Kompassrose, die auf Nachbargemeinden zeigt | Aistersheim |
| Geboltskirchen | Gaspoltshofen                               |             |

## Geschichte

### Ortsgeschichte
Eine Besiedlung des Gemeindegebietes bereits in Jungsteinzeit belegt ein bei Dirisam gefundenes Steinbeil aus der Mondseekultur. Dieses vier- bis fünftausend Jahre alte Serpentinbeil befindet sich heute im Naturhistorischen Museum in Wien. Aus der Zeit der Römischen Besatzung wurden 37 Münzen unter einer Eiche bei Weibern gefunden.
Die erste schriftliche Erwähnung stammt aus dem Jahr 785. In dieser Urkunde schenkt ein gewisser Lantpreht den Ort „Wiwari (Weibern) an der Trattnach“ dem Stift St. Stephan in Passau. „Wiwari“ oder altdeutsch „uuiuuari“ stammt vom lateinischen Wort vivus (lebendig). Eine wichtige Funktion bei der Entwicklung des Landes hatten die Meierhöfe, die oftmals auch Mühlen betrieben. So wird beim großen Meierhof in Trattnach die „Mühle im Stein“ erwähnt. Der Meierhof am Einberg hatte 1434 sogar zwei Mühlen.
Seit 1918 gehört der Ort zum Bundesland Oberösterreich. Nach dem Anschluss Österreichs an das Deutsche Reich am 13. März 1938 gehörte der Ort zum Gau Oberdonau. Nach 1945 erfolgte die Wiederherstellung Oberösterreichs.
Die Gemeinde ist seit dem 1. Jänner 2003 Teil des Gerichtsbezirkes Grieskirchen, zuvor gehörte sie zum Gerichtsbezirk Haag am Hausruck.

### Pfarrgeschichte
In den Jahren 1322, 1360 und 1380 werden Güter der „Pfarre“ Weibern erwähnt. Da es keine Matriken von Weibern für die folgenden Jahrhunderte gibt, ist vermutlich ein Kaplan mit pfarrlichen Rechten gemeint, der seelsorgliche Tätigkeiten in der Filialkirche Weibern versah. Auch der Generalschematismus der Diözese Linz für die Jahre 1785 bis 1885 führt „Wiwarn“ als Filialkirche von Hofkirchen. Im Jahr 1762 wurde Weibern Expositur, Matrikenbücher gibt es jedoch seit 1742. 1891 wurde Weibern zur Pfarre erhoben.
Folgende Seelsorger sind für Weibern belegt:
- vor 1583 Wolfgang Holzinger, Provisor,
- 1583 Hanns Hardter, Provisor
- 1584 Hanns Stumpfl, protestantischer Prädikant
- 1584 Mathias Steggruber, katholischer Provisor
- 1621 Christoph Merkh, Provisor
- 1673 Balthasar Mayr, expon. Koop.
- 1742 Martin Geble, Expositus
- 1746–1762 Michael Kandler, Expositus
- 1762–1800 Johann Georg Thanner, Expositus
- 1801–1818 Andreas Stockinger, Expositus
- 1819–1828 Philipp Schneider, Expositus
- 1828–1833 Franz Wollrab, Expositus
- 1833–1859 Franz Geiger, Pfarrvikar
- 1859–1860 Franz Bayrleitner, Provisor
- 1860–1874 Jakob Schmiedinger, Pfarrvikar
- 1874–1898 Sebastian Meingasser, Pfarrer
- 1898 Johann Mader, Provisor
- 1898–1916 Johann Nep. Aigner, Pfarrer
- 1916 Franz Gattinger, Provisor
- 1916–1929 Josef Berghamer, Pfarrer
- 1929 Franz Pötzlberger, Provisor
- 1930 Karl Strassmaier, Provisor
- 1930–1947 Franz Druckenthaner, Pfarrer
- 1947–1961 Ludwig Holzmann, Pfarrer
- 1961–2002 Josef Andlinger, Pfarrer
- seit 2002 Johannes Blaschek, Provisor[11]

### Einwohnerentwicklung
1991 hatte die Gemeinde laut Volkszählung 1.546 Einwohner, 2001 dann 1.581 Einwohner. Die Zunahme erfolgte trotz Abwanderung, da die Geburtenbilanz stark positiv war. Die Wanderungsbilanz und die Geburtenbilanz blieben auch im nächsten Jahrzehnt ähnlich, sodass die Bevölkerungszahl auf 1.604 im Jahr 2011 anstieg.

## Kultur und Sehenswürdigkeiten

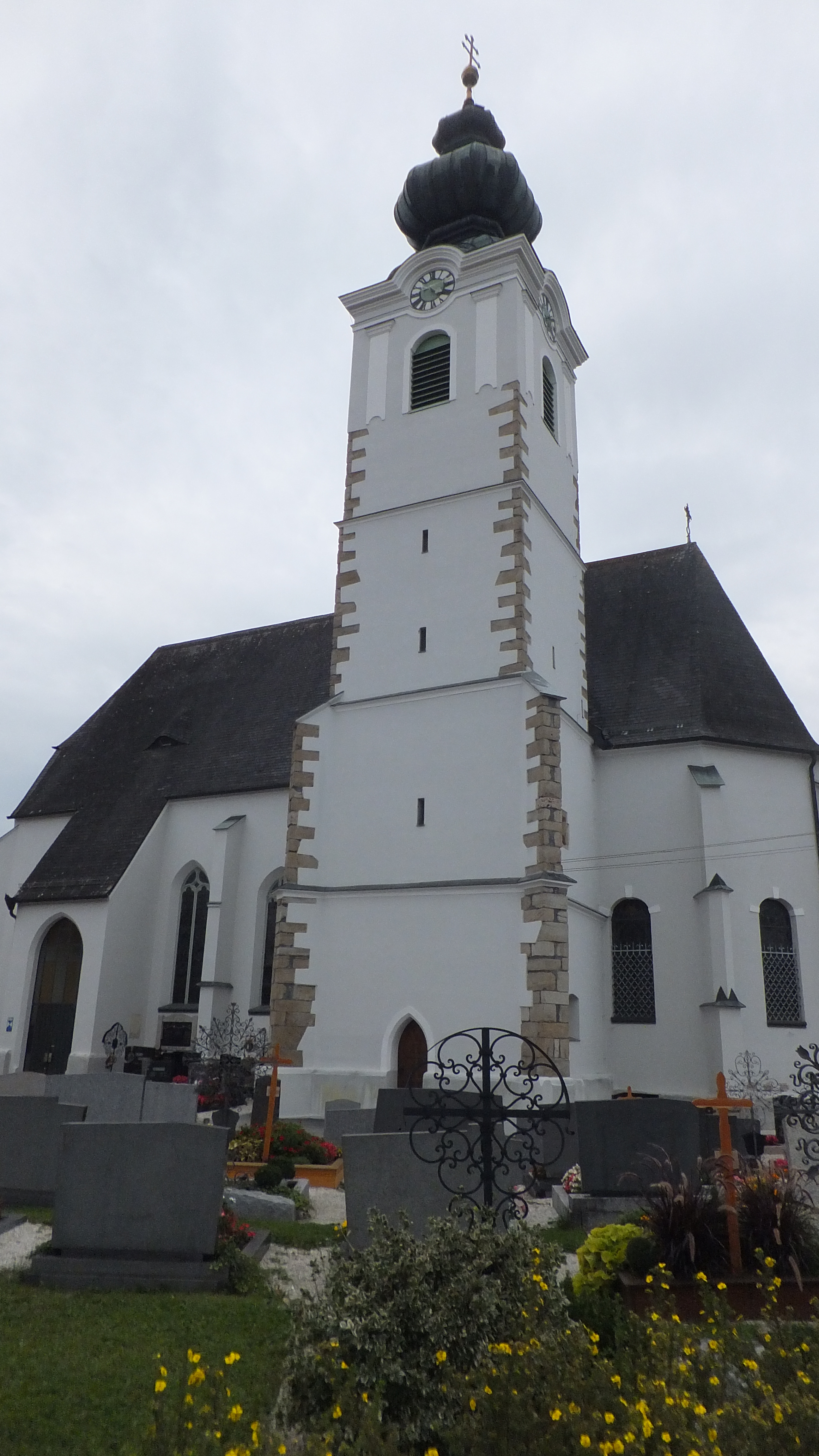
Pfarrkirche Weibern

- Katholische Pfarrkirche Weibern hl. Stephan

### Musik
Die Trachtenkapelle von Weibern wurde im Jahr 1860 von Peter Wallaberger mit 7 Mann gegründet und unterhält seitdem die Einwohner von Weibern mit traditioneller Musik. Heute zählt der Musikverein unter der Leitung von Benedikt Eibelhuber 92 aktive Mitglieder. Neben der Trachtenkapelle hat Weibern auch noch gemeinsam mit dem Musikverein Geboltskirchen eine Jugendkapelle, die Musik-WG.

## Wirtschaft und Infrastruktur

### Wirtschaftssektoren
Von den 54 landwirtschaftlichen Betrieben des Jahres 2010 wurden 30 im Haupt-, 18 im Nebenerwerb und sechs von Personengemeinschaften geführt. Im Produktionssektor arbeiteten 392 Erwerbstätige im Bereich Warenherstellung, 58 in der Bauwirtschaft und sechs in der Wasserver- und Abfallentsorgung. Die wichtigsten Arbeitgeber im Dienstleistungssektor waren die Bereiche soziale und öffentliche Dienste (48), Verkehr (42), freiberufliche Dienstleistungen (28) und Handel (26 Mitarbeiter).
| Wirtschaftssektor            | Anzahl Betriebe | Anzahl Betriebe | Erwerbstätige | Erwerbstätige |
| Wirtschaftssektor            | 2011            | 2001            | 2011          | 2001          |
| ---------------------------- | --------------- | --------------- | ------------- | ------------- |
| Land- und Forstwirtschaft 1) | 54              | 78              | 73            | 53            |
| Produktion                   | 22              | 18              | 456           | 333           |
| Dienstleistung               | 61              | 46              | 190           | 201           |

1) Betriebe mit Fläche in den Jahren 2010 und 1999
| Im Jahr 2011 lebten 806 Erwerbstätige in Weibern. Davon arbeiteten 260 in der Gemeinde, zwei Drittel pendelten aus. Von den umliegenden Gemeinden kamen 449 Personen zur Arbeit nach Weibern. Weibern liegt an der Innkreis Autobahn A8 zwischen Ried im Innkreis und Wels. | Hier fehlt eine Grafik, die leider im Moment aus technischen Gründen nicht angezeigt werden kann. Wir arbeiten daran! |

## Politik

### Gemeinderat
Der Gemeinderat hat 19 Mitglieder.
- Mit den Gemeinderats- und Bürgermeisterwahlen in Oberösterreich 2003 hatte der Gemeinderat folgende Verteilung: 13 ÖVP, 5 SPÖ und 1 FPÖ.
- Mit den Gemeinderats- und Bürgermeisterwahlen in Oberösterreich 2009 hatte der Gemeinderat folgende Verteilung: 12 ÖVP, 3 SPÖ, 2 FPÖ und 2 GRÜNE.
- Mit den Gemeinderats- und Bürgermeisterwahlen in Oberösterreich 2015 hatte der Gemeinderat folgende Verteilung: 10 ÖVP, 4 FPÖ, 3 GRÜNE und 2 SPÖ.
- Mit den Gemeinderats- und Bürgermeisterwahlen in Oberösterreich 2021 hat der Gemeinderat folgende Verteilung: 9 ÖVP, 5 SPÖ, 3 GRÜNE und 2 FPÖ.[19]

### Bürgermeister
Bürgermeister seit der Trennung von Aistersheim waren:
- 1883–1886 Matthias Graf
- 1886–1892 Johann Roitinger
- 1892–1892 Franz Feischl
- 1892–1895 Johann Roitinger
- 1895–1898 Ferdinand Roitinger
- 1898–1901 Mathias Mittermair
- 1901–1904 Matthias Zöbl
- 1904–1907 Franz Feischl
- 1907–1910 Franz Spanlang
- 1910–1912 Leopold Roitinger
- 1912–1935 Matthias Graf
- 1935–1938 Josef Huemer
- 1938–1942 Franz Spanlang
- 1942–1945 Josef Aigner
- 1945–1955 Josef Huemer
- 1955–1973 Franz Holzmann
- 1973–1989 Horst Müller
- 1989–1991 Josef Wilflingseder
- 1991–1997 Adolf Spanlang
- 1997–2015 Gerhard Bruckmüller (ÖVP)
- seit 2015 Manfred Roitinger (ÖVP)

### Wappen
Blasonierung: Geteilt; oben in Rot eine goldene, stilisierte Krone, die unten auf der Teilungslinie in Form eines Doppelsturzsparrens, oben in den Schildecken und zwischen diesen in der Mitte in Spitzen endet; unten von Blau und Silber mit zweieinhalb rechten Spitzen gespalten. Die Gemeindefarben sind Rot-Gelb-Blau.
Die obere Hälfte des 1972 verliehenen Gemeindewappens zeigt ein stilisiertes „W“ als Initiale des Ortsnamens, die blauen Spitzen stehen für die Herleitung des Namens, der „Weiher“ bedeutet (ahd. wiwari, aus lat. vivarium).

### Partnergemeinde
Die Gemeinde pflegt seit 1967 eine Partnerschaft mit Weibern in der Eifel.

## Persönlichkeiten

### Söhne und Töchter der Gemeinde
- Johann Roitinger (1846–1924), Politiker (CSP)
- Augustin Roitinger (1909–1982), Mundartdichter und Mundartinterpret
- Franz Roitinger (1906–1968), Sprachwissenschaftler

### Mit der Gemeinde verbundene Persönlichkeiten
- Franz Meingaßner (* 1955), Lehrer, Musiker, Komponist, Volksmusikforscher und Mundartautor